# Vélez (Familienname)
Vélez bzw. Velez ist ein spanischer Familienname.

## Namensträger
- Adrián Vélez (* 1976), kolumbianischer Fußballschiedsrichter
- Álvaro Uribe Vélez (* 1952), kolumbianischer Politiker und Präsident der Republik Kolumbien
- Argelia Velez-Rodriguez (* 1936), kubanisch-amerikanische Mathematikerin und Hochschullehrerin
- Arturo Vélez Martínez (1904–1989), mexikanischer Geistlicher, Bischof von Toluca
- Beatriz Vélez (* 2004), spanische Fußballspielerin
- Carlos García Vélez (1867–1963), kubanischer Botschafter
- Clemente Soto Vélez (1905–1993), puerto-ricanischer Dichter, Journalist und politischer Aktivist
- Dalmacio Vélez Sársfield (1800–1875), argentinischer Politiker
- David Vélez (* 1981), kolumbianischer Banker, Ingenieur und Unternehmer
- Donald Vélez (1948–2010), nicaraguanischer Leichtathlet
- Edin Velez (* 1951), puerto-ricanischer Videokünstler und Drehbuchautor
- Eduardo Vélez (Tennisspieler) (* 1969), mexikanischer Tennisspieler
- Eduardo Vélez (Bogenschütze) (* 1986), mexikanischer Bogenschütze
- Eusebio Vélez (1935–2020), spanischer Radrennfahrer
- Fermín Vélez (1959–2003), spanischer Automobilrennfahrer
- Finale Doshi-Velez, US-amerikanische Ingenieurin und Informatikerin
- Fran Vélez (* 1991), spanischer Fußballspieler
- Glen Velez (* 1949), US-amerikanischer Jazz-Perkussionist
- Higinio Vélez (1947–2021), kubanischer Baseballtrainer
- Humberto Vélez (* 1955), mexikanischer Schauspieler und Synchronsprecher
- Íñigo Vélez (* 1982), spanischer Fußballspieler
- Íñigo Vélez de Guevara, Conde de Oñate (1566–1644), spanischer Staatsmann
- Ion Vélez (* 1985), spanischer Fußballspieler
- Jorge Vélez (Politiker), kolumbianischer Politiker, Bürgermeister von Bogotá
- Jorge Vélez (Schauspieler) (1912–1970), mexikanischer Schauspieler
- Jorge Valdés Díaz-Vélez (* 1955), mexikanischer Diplomat
- José Vélez (* 1951), spanischer Sänger
- José Luis Rodríguez Vélez (1915–1984), panamaischer Komponist, musikalischer Leiter, Saxophonist, Klarinettist und Gitarrist
- José Mauricio Vélez García (* 1964), kolumbianischer Geistlicher, Weihbischof in Medellín
- Julián Estiven Vélez (* 1982), kolumbianischer Fußballspieler
- Karyn Velez (1990–2013), US-amerikanische Badmintonspielerin philippinischer Herkunft
- Lauren Vélez (* 1964), US-amerikanische Schauspielerin
- Luis Vélez de Guevara (1579–1644), spanischer Dramatiker und Romancier
- Lupe Vélez (María Guadalupe Vélez de Villalobos; 1908–1944), mexikanische Schauspielerin
- Marco Vélez (* 1980), Fußballspieler aus Puerto Rico
- Martha Veléz, US-amerikanische Sängerin und Schauspielerin
- Nicanor Vélez (1959–2011), kolumbianischer Dichter
- Nicolás Vélez (* 1990), argentinischer Fußballspieler
- Oscar José Vélez Isaza (* 1954), kolumbianischer Priester und Bischof von Valledupar
- Rezső Velez (1887–1971), ungarischer Sportschütze
- Silvestre Vélez de Escalante (1750–1780), spanischer Franziskaner, Missionar und Entdecker
- Simón Vélez (* 1949), kolumbianischer Architekt
- Veronika Velez-Zuzulová (* 1984), slowakische Skirennläuferin